# Антропологија инвалидитета
Антропологија инвалидитета је комбинована поддисциплина антропологије која своје истраживање фокусира на студије инвалидности у домену културе. Свака поддисциплина антропологије се преклапа са студијама инвалидности, а њен главни допринос долази из области медицинске антропологије и културне антропологије.
Област антропологије инвалидности је повезана са примењеном антропологијом, у којој се истраживање фокусира на разумевање социо/културних проблема у оквиру инвалидности и коришћење истраживања за развој и процену приступа решавању проблема или помагање у доношењу позитивних промена у заједници са инвалидитетом. Тема инвалидитета у антропологији убеђује истраживаче да користе културолошки и етнолошки приступ како би идентификовали непознатост и „другост“ међу културама. . Неке важне личности у дискурсу антрополошке укључености у инвалидитет су Devva Kasnitz и Russell Shuttleworth.

## Дефиниције инвалидитета
Тренутно, научници са инвалидитетом користе неколико друштвених или социополитичких модела оштећења и инвалидитета. Видети инвалидитет као конструисану категорију, а не као конкретан апсолут, захтева концептуално појашњење. Укратко наводима  радне дефиниције термина које напред наведени научниси користе, и које су флуидне прагматичне истраживачке дефиниције које су такође оријентисане ка задовољавање епистемолошких жудњи за разумевањем.
Појединци су оштећени ако доживљавају (или их други сматрају да доживљавају) физиолошке или бихевиоралне статусе или процесе који су друштвено идентификовани као проблеми, болести, стања, поремећаји, синдроми или друге слично негативно вредноване разлике, разлике, или карактеристике које могу имати етномедицинску дијагностичку категорију или ознаку.
Друштва могу, али и не морају да виде оштећења као резултат функционалних ограничења. Ова функционална ограничења могу или не морају бити онемогућавајућа у зависности од културе и критеријума ситуације, укључујући стигму и моћ.
Инвалидитет постоји када људи доживљавају дискриминацију на основу уочених функционалних ограничења.
Инвалидитет може, али и не мора бити хендикеп, или хендикеп, зависно од управљања друштвеном дискриминацијом и интернализованом угњетавањем, посебно инфантилизацијом и патернализмом, и од културолошких и ситуационих погледа на узрок и лек и на судбину и грешку.
Друштва могу, али и не морају да виде оштећења као резултат функционалних ограничења. Ова функционална ограничења могу или не морају бити онемогућавајућа у зависности од културе и критеријума ситуације, укључујући стигму и моћ.
Инвалидитет постоји када људи доживљавају дискриминацију на основу уочених функционалних ограничења. Инвалидитет може, али и не мора бити хендикеп, или хендикеп, зависно од управљања друштвеном дискриминацијом и интернализованом угњетавањем, посебно инфантилизацијом и патернализмом, и од културолошких и ситуационих погледа на узрок и лек и на судбину и грешку.
Друштва могу, али и не морају да виде оштећења као резултат функционалних ограничења. Ова функционална ограничења могу или не морају бити онемогућавајућа у зависности од културе и критеријума ситуације, укључујући стигму и моћ.
Инвалидитет постоји када људи доживљавају дискриминацију на основу уочених функционалних ограничења.
Инвалидитет може, али и не мора бити хендикеп, или хендикеп, зависно од управљања друштвеном дискриминацијом и интернализованом угњетавањем, посебно инфантилизацијом и патернализмом, и од културолошких и ситуационих погледа на узрок и лек и на судбину и грешку.
Инвалидитет постоји када људи доживљавају дискриминацију на основу уочених функционалних ограничења.
Инвалидитет може, али и не мора бити хендикеп, или хендикеп, зависно од управљања друштвеном дискриминацијом и интернализованом угњетавањем, посебно инфантилизацијом и патернализмом, и од културолошких и ситуационих погледа на узрок и лек и на судбину и грешку.
Инвалидитет постоји када људи доживљавају дискриминацију на основу уочених функционалних ограничења.
Инвалидитет може, али и не мора бити хендикеп, или хендикеп, зависно од управљања друштвеном дискриминацијом и интернализованом угњетавањем, посебно инфантилизацијом и патернализмом, и од културолошких и ситуационих погледа на узрок и лек и на судбину и грешку.

## Опште информације
Инвалидитет је дубоко релациона категорија, обликована друштвеним условима који искључују пуно учешће у друштву. Оно што се рачуна као оштећење у различитим социокултурним окружењима је веома променљиво. Недавно, нови приступи научника и активиста у области инвалидности показују да инвалидност није једноставно смештена у телу, већ створена друштвеним и материјалним условима који „онемогућавају“ пуно учешће оних који се сматрају атипичним.
Историјски гледано, антрополошке студије инвалидитета су често биле интелектуално сегрегиране, сматране за област оних у медицинској и примењеној антропологији.
Иако данас показујемо све већу инкорпорацију инвалидитета у дисциплину само по себи уносећи друштвене, активистичке, рефлексивне, искуствене, наративне и феноменолошке димензије живота са одређеним оштећењима,  допринос антропологије проучавању инвалидности је још увек релативно нов и недовољан.
Антропологија је добро позната по свом пространом оквиру који се стално шири и прихвата  различитости. Ипак, универзална околност инвалидитета – како се реалност отелотворених, когнитивних и емоционалних оштећења схватају у различитим социокултурним контекстима као део људског стања – пречесто је занемарена у  области антропологије. Етнографске студије остају непотпуне и недовољно теоретизоване без разматрања инвалидитета. Ово важи за рачуне отеловљења, сродства, пола, сексуалности, репродукције, расе, етничке припадности и насиља и последица које оне имају, као и држављанства, биополитике и несигурности (еколошке и друге). Као аналитика и предмет проучавања, инвалидност пружа моћно средство за поновно фокусирање и потенцијално трансформисање размишљања о новим и трајним питањима која обликују савремену антропологију.
У основи, препознавање инвалидитета као друштвене чињенице помаже нам да разумемо културне специфичности личности и да преиспитамо нестабилне границе категорије људског.
Према цитираним речима пионира и британског активисте за инвалидност Allanа Sutherlandа, ...инвалидитет је нормално стање човечанства.

## Историја
Историјски гледано, антрополошке студије инвалидитета су биле релативно ретке до касног двадесетог века, често интелектуално одвојене у домен медицинске и примењене антропологије. Ипак, међународно ширење и неуједначен утицај покрета за права особа са инвалидитетом од 1960-их па надаље, као и међукултурални рад у антропологији, показују да оно што се сматра инвалидитетом у различитим културним окружењима није очигледно.
Потреба за широким истраживањем и теоретисањем не може се потценити, с обзиром на то да отприлике 80% од милијарду људи са инвалидитетом на свету живи у ономе што се назива „Глобални Југ“.
Једна од кључних дисциплинских критика која произилази из незападних студија инвалидности, на пример, преиспитује границе западног модела заснованог првенствено на индивидуалним правима. Такав рад истражује присуство или одсуство инвалидитета како га конструишу различите епистемологије у вези са „нормалношћу“ у породичном, друштвеном, верском и политичком животу.
На класичан антрополошки начин и у складу са студијама инвалидитета, ова студија открива да инвалидитет није категорија разлике за себе, доводећи у питање модел индивидуализације који је централан за науку и активизам у многим либералним демократијама. Уместо тога, инвалидитет је дубоко релациони и радикално контингентан, (међу)зависан од специфичних друштвених и материјалних услова који пречесто искључују пуно учешће у друштву. Осим таквих искључења, фокус на инвалидитет такође открива креативну културну продукцију. Неочекивана места иновација, инклузије и преобликовања „нормалног“ непрестано производе нове врсте „светова инвалидитета“.
Инвалидитет је кроз историју увек интерсекционалан, обликован на основу расе (етничке припадности), класе, пола, религије и националне локације. Ово подразумева антрополошку пажњу на суштинске облике отелотворених, когнитивних или чулних разлика, било да се проучава интимност сродства и сексуалности или јавног активизма и друштвених покрета.
Поред тога, инвалидност може пружити критичку антрополошку перспективу о „свакодневном животу са разликом“, често доживљена у сенци селективно глобализирајуће неолибералне економије. Инвалидност је имплицирана у околностима несигурности, погоршаних ерозијом и приватизацијом ресурса, као и токсичношћу и деградацијом животне средине у овој најновијој фази капитализма, која се широко назива антропоценом. Штавише, ушли смо у нову демографску еру. Све већи опстанак крхке деце и оних са хроничним болестима, заједно са експанзијом људи који живе у екстремној старости, изазива не само недостатак друштвеног рада за негу током животног циклуса, већ и неуспех савремених друштвених институција да обезбеде структуре да би се прилагодили овим демографским променама. На нашој конференцији, Ајо Волберг је ове трансформације окарактерисао као „хронични живот. Ови инвалидни услови се различито доживљавају кроз трајне неједнакости расно/етничке и класне/касте поделе и занемаривање и насиље које спонзорише држава.
Таква променљива искуства инвалидитета током животног тока пресецају експанзивне друштвене покрете за права особа са инвалидитетом који постављају снажне етичке и политичке захтеве у јавној сфери за све веће признање и укључивање инвалидности. У исто време, модернистичка тежња ка усавршавању подстиче културолошки заводљиве медицинске интервенције које су сада рутинске у свакодневној биополитици, посебно генетско тестирање за селективни абортус фетуса са потенцијалним инвалидитетом. Некада ограничена на богате земље, ова технологија се сада брзо шири у земље са средњим и ниским приходима. Такве интервенције подижу утопијске наде у индивидуалну контролу над тјелесним умовима без узимања у обзир кључне улоге сродства, заједнице и религије које могу, али не морају понудити ресурсе за подршку и инклузију. Наравно, биотехнологије не само да су потенцијално искључујуће, већ су често и подршка особама са инвалидитетом, што је од суштинског значаја за међузависност на којој се на крају гради интеграција инвалидитета. Медији, протетика, друштвене мреже, инфраструктура и помоћни комуникациони уређаји, заједно са пратећим терапијама, сви су примери тако брзо трансформишућих технологија, које повремено стварају могућности које мењају живот особама са инвалидитетом и њиховим присталицама.
Ова парадоксалну напетост названа је „удвострученим телосом модерности“. Телос је Аристотелов израз за крајњи циљ или инхерентну сврху било ког ентитета. За истраживаче, удвостручени телос означава две алтернативне путање или имагинарија, сваки обликован широким визијама колективног друштвеног живота у садашњости и блиској будућности. Инвалидитет је повезан и са једним и са другим. С једне стране, имамо телос техно-научног имагинарија телесног побољшања, а с друге, растући захтеви утопијског имагинарија на које се позивају друштвени покрети за демократско укључивање нових предуго искључених изборних јединица, укључујући људе са инвалидности. Иако се ова два вектора често држе у дубокој напетости, схватили смо да не постоји апсолутна линија која раздваја ове две оријентације. Ове новонастале формације — и јавне и интимне — захтевају политичку вољу, као и признање да су светови инвалидности пројекти културног стваралаштва и реинвенције који рутински секу друге биополитичке режиме.